# Bursa granularis
Bursa granularis är en snäckart som beskrevs av Roding 1798. Bursa granularis ingår i släktet Bursa och familjen Bursidae.

## Underarter
Arten delas in i följande underarter:
- B. g. granularis
- B. g. cubaniana

## Bildgalleri

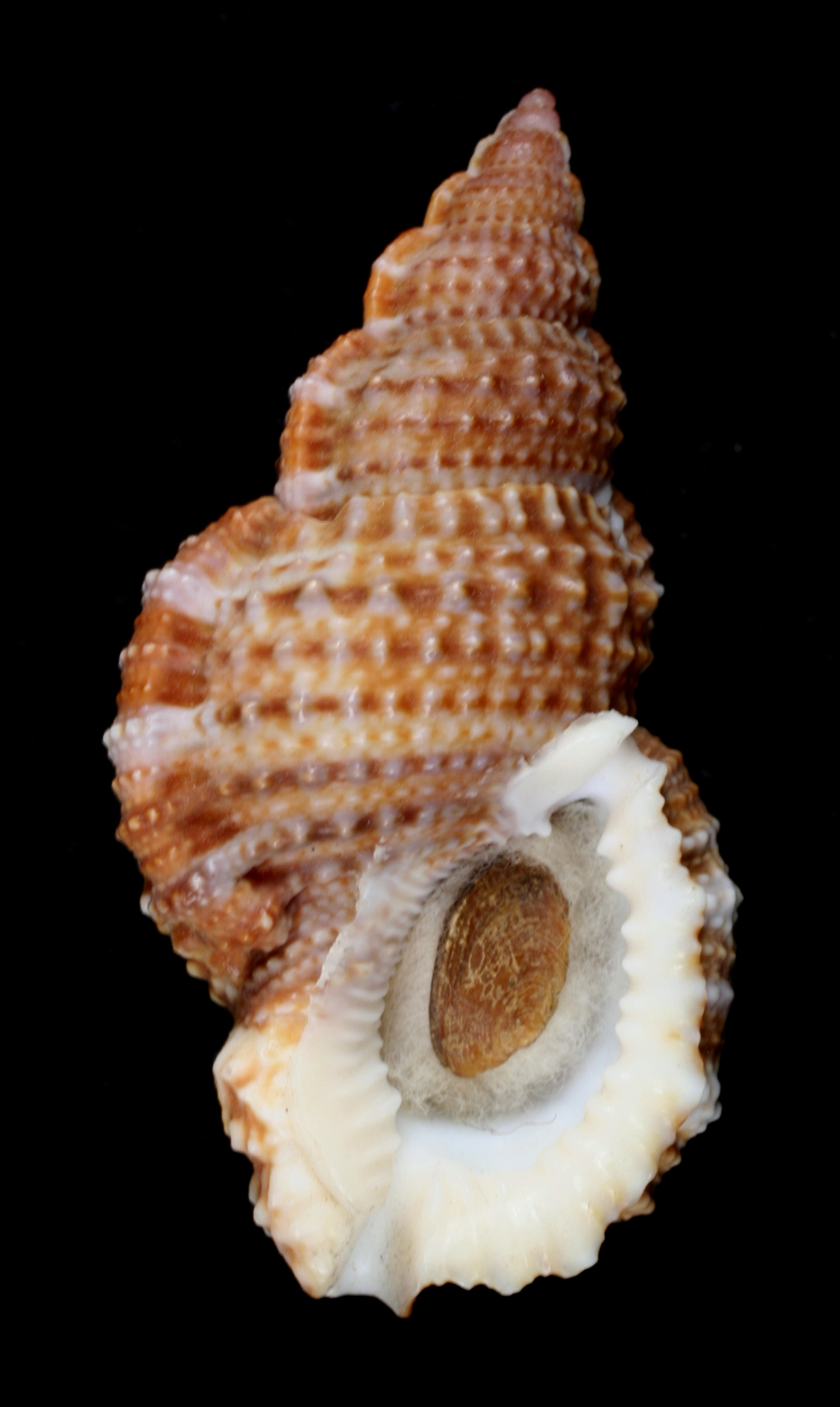